# اعتصاب غذای گسترده زندانیان سیاسی
اعتصاب غذای گستردهٔ زندانیان سیاسی، به  اعتصاب فراگیر سه روزه و هم‌زمان در زندان‌های اوین، فشافویه و عادل‌آباد در نوروز ۱۴۰۰ (خورشیدی) گفته می‌شود. جمعی از زندانیان سیاسی ایران در تاریخ ۲۹ اسفند ۱۳۹۹ با انتشار بیانیه‌ای اعلام کردند به یاد و احترام رنج‌های مشترک مردم ایران، در اعتراض به ظلم‌های ستمگران، به یاد گرسنگان وطن بر سفرهٔ نوروز و آغازی برای قدم‌های بزرگتر؛ شروع سال ۱۴۰۰ خورشیدی را با اعتصاب غذا آغاز می‌کنند که تا سه روز ادامه داشت.
در این بیانیه ضمن همدردی با مردم، شماری از مشکلات اقتصادی و نقض حقوق بشر در چهار دههٔ اخیر عنوان شد.
این زندانیان که چهره‌های شناخته‌شده‌ای چون کیوان صمیمی،امیرحسین مرادی، امیرسالار داودی و کسری نوری در میانشان بود به اعتراضات آبان ۹۸ نیز پرداختند.
شامگاه ۳۰ اسفند ۱۳۹۹ هم ۶ زن محبوس در بند سیاسی زندان اوین به اعتصاب پیوستند و تعداد زندانیان اعتصاب‌کننده به ۳۴ نفر رسید.

## پیشینه
در چهار دههٔ اخیر و به ویژه دههٔ ۹۰ مشکلات اقتصادی (بحران اقتصادی ۹۹–۱۳۹۷) و معیشتی مردم ایران به اوج خودش رسید. دستمزد تعیینی سال ۱۴۰۰ با تورم اقتصادی هماهنگی نداشت. در کلانشهرهای ایران، حاشیه‌نشینی و پدیده پشت‌بام خوابی به‌وجود آمد.
هرساله ده‌ها زندانی سیاسی در زندان‌های ایران اعدام شدند، ۱۵۰۰ نفر در اعتراضات آبان ۹۸ کشته شدند. در سال ۱۳۹۹ برای چندمین بار یک زندانی سیاسی به طرز مشکوک در زندان درگذشت. فشارها بر اقلیت‌های قومی و مذهبی ادامه یافت و ده‌ها نفر در اعتراضات سیستان و بلوچستان سال ۱۳۹۹ کشته شدند.

## بیانیه
هموطنان عزیز! در آستانهٔ پایان قرن و بر تلی از خاکستر و خون، در همه این لحظه‌های از پس هم رفتهٔ ویران که از بن ویرانه‌اش چه بسا امیدها مانده‌است مدفون؛ ما زندانیان سیاسی سرشاریم از یادی دردآور و امیدی جان‌افزا که از نیروی بیداری شما پای گرفته‌است و خواب فلاکت‌زای روزهای پریشانی را هلاک خواهد ساخت.
ما به یاد و احترام رنج‌های مشترک‌مان و در اعتراض به ظلم‌های ستمگران که شمه‌ای از آن را برخواهیم شمرد و به پاسداشت مبارزهٔ شما برای آزادی، دموکراسی، رفع تبعیض و نابرابری و احقاق حقوق انسان، از بامداد اولین روز قرن پانزدهم به مدت سه روز اعتراض خود را به صورت اعتصاب غذا نشان خواهیم داد تا به جای نان و آسایش که مدت‌هاست از سفرهٔ شما مردم شریف ایران دریغ شده‌است از خوان جان‌فزای شرافت و شجاعت شما ارتزاق کنیم و نیرو بگیریم برای همراه و یاور شما بودن در ایستادگی و مقاومت به امید پیروزی در قرنی خوش بهار؛
ما به یاد و احترام رنج بی‌شمار گرسنگان وطن در برابر سفره عید نوروز و در اعتراض به خشونت کشندهٔ فقر که در آخرین زخمه‌اش با تعیین حداقل دستمزد ۱۴۰۰ کفاف پنج روز زندگی انسانی را نمی‌دهد.
ما به یاد و احترام آفتابی که از «سراوان» برآمد و در خون دل مادران داغدار بلوچ غروب کرد و در اعتراض به سرکوب، کشتار، و خفقان اقلیت‌های قومی و مذهبی.
ما به یاد و احترام کشته‌شدگان آبان ماه ۹۸ و همهٔ جان‌هایی که در راه سعادت و آزادی ایران فدا شد و در اعتراض به ظلم و ستمی که برای بقایش هیچ گلوله‌ای را هوایی تلف نمی‌کند.
ما به یاد و احترام سربداران: نوید افکاری، مصطفی صالحی، محمد ثلاث و هزاران زن و مردی که ایستاده برای مردم‌شان جان دادند و در اعتراض سیستمی که امنیتش را بر سرکوب میزان می‌کند.
ما به یاد و احترام بهنام محجوبی و دیگر زندانیان بیماری که چو شمع پشت میله‌های زندان آب شدند و می‌شوند و در اعتراض به زندانی که درهایش رو به قبرستان گشوده‌است.
ما به یاد و احترام رنج آوارگانی که در حاشیه‌نشینی و پشت‌بام خوابی به اسارت رفته‌اند و در اعتراض به استبدادی که حتی در زندان هم در پی گسستن هر پیوندی‌ست و به جبر تبعید آواره‌ات می‌کند، اعتصاب غذا خواهیم کرد.
از آنجا که بر سریر حکمرانی، خودکامگی تکیه زده و بر دل رنجور مردم تازیانه‌هاست، یاد دردهای مشترک‌مان را پایانی نیست اما همین صدای قلاده‌های بر گردن و پاهای در زنجیر رقص لغزان شکستن را می‌آوازد.
یاد شجاعت و ایستادگی شما مردم بزرگ، ما را مصمم‌تر می‌کند و این رنج‌ها ما را قوی‌تر تا پای به پای شما راه صلح و آزادی را در قرن پیروزی به پیماییم زیرا باور داریم پی و بن برشدهٔ دیوار بدجویان، روی در سوی خرابی‌ست.
در پایان، بسیار کسان در زندان هستند که در این تلاش برای تجدید پیوند با شما مردم و به‌ویژه کارگران، معلمان، بازنشستگان و زحمت‌کشان در کنار ما ایستاده‌اند. اما تبعید، انفرادی و بسی ستم‌های ناروا مجال‌شان نداد تا نام‌شان ذیل این اعتصاب نوروزی آغاز قرن باشد.
مردم عزیز ایران! عید نوروز و هر روز ما از شما مبارک شده‌است و قلب ما سرشار از عشق شماست به امید پیروزی و دیدارتان در ایرانی آزاد.

## اسامی اعتصاب کنندگان
زندان اوین: سعید اقبالی، سینا بهشتی، پیمان پورداد، معین حاجی‌زاده، حسین جندقیان، آرش خزلی، امیرسالار داودی، امیرحسین مرادی ،مصطفی خسروبابادی، فرزین رضایی روشن، مهران سروش، عباس سوهانی، پوریا شهرابی‌توفیق، کیوان صمیمی، کریم عزیزمحمدی، محمود علی‌نقی، ابوالفضل غسالی، پارسا گلشنی، امیرحسین میرخلیلی، عبدالرسول مرتضوی، شهاب‌الدین نظری، بهزاد همایونی، احمد یزدانی
زندان فشافویه: محمد شریفی‌مقدم، کیانوش عباس‌زاده
زندان عادل‌آباد: کسری نوری، محمد داوری، سجاد زارع
زندان زنان اوین: عالیه مطلب‌زاده، حدیث صبوری، رضوانه احمدخان‌بیگی، زینب همرنگ، شکیلا منفرد، گیتی پورفاضل

## تبعید و تهدید دربارهٔ اعتصاب
نرگس محمدی، فعال حقوق بشر در ۳۰ اسفند ۱۳۹۹ به بی‌بی‌سی دربارهٔ علت تبعید کسری نوری گفت: «او را تهدید کردند که نباید این بیانیه و اعتصاب و اعتراض گسترده زندانیان سیاسی را راه‌اندازی کند، پس از آن درحالی‌که فقط دو ماه بود از زندان عادل آباد شیراز آورده بودندش دوباره ایشان رو تبعید کردند و این نشان می‌دهد تبعید با فشار نهادهای امنیتی و عدم استقلال قوه قضائیه جمهوری اسلامی انجام می‌شود.»
یک منبع مطلع هم‌ که به دلایل امنیتی نامش فاش نشده، به صدای آمریکا گفت، کسری نوری معتقد بود باید به «اتفاقاتی که در جامعه در حال رخ دادن است» واکنشی صورت بگیرد و به همین دلیل اعتصاب سه روزه را با انتشار بیانیه‌ای راه‌اندازی کرد و پیش از آغاز این واکنش جمعی، او را تهدید کردند که نباید این بیانیه منتشر شود و در نهایت هم نهادهای امنیتی همزمان با روز امضا و انتشار این بیانیه نوروزی وی را به یکباره و به شکلی غیرقانونی مجددا به زندان عادل‌آباد شیراز منتقل کردند.

## پیام کسری نوری پس از تبعید
کسری نوری پس از تبعید در آستانه سال نو از اوین به زندان عادل‌آباد در پیامی گفت اعتصاب غذای سه روزه خود و دیگر زندانیان سیاسی در زندان‌های مختلف ایران تلاشی برای «اعتراض به ستمگر» و «آغازی برای قدم‌های بزرگتر» است
نوری در پیام صوتی روز ۳۰ اسفند ۱۳۹۹ دربارهٔ تبعیدهای اخیر در زندان‌های ایران گفت: جابه‌جایی و آوارگی بین زندان‌ها و بندهای مختلف هیچ خوشایند نیست به لحاظ انسانی و حقوقی هم این جابه‌جایی‌ها توجیهی ندارد و قاعدتاً برای خانواده و دوستان سخت بود که شب عید متحمل نگرانی شدند اما این نگرانی‌ها و رنج‌ها در ذیل و پیوستگی رنج‌هایی باید خوانده شود که لحظه تحویل سال همه ما را غمبار و تلخ کرده‌است. غم بسیار مردمی که اسیر فقر، گرسنگی، آوارگی و حاشیه‌نشینی هستند و زیر بار سرکوب، خفقان و استبداد نفس می‌کشند.
او گفت: در لحظه عید یاد می‌کنم از نوید افکاری و بهنام محجوبی که داغشان تازه است و تازه می‌ماند مثل داغ همه عزیزانی که در راه آزادی و حقیقت جان دادند. یاد می‌کنم از سیستان و بلوچستان، کردستان، خوزستان و جای جای سراسر زخم ایران.
این زندانی سیاسی با اشاره به اعتصاب گسترده در زندان‌ها تأکید کرد با همین دغدغه‌ها از بامداد آغاز قرن دست به اعتصاب غذای سه روزه زده‌اند و اضافه کرد: «می‌دانم در برابر رنج‌های شما مردم هیچ چیزی نیست، اما کوشش و تلاشی است به این امید که زبانی باشد برای بیان همدردی و اعتراض به ستمگر، به این امید که آغازی باشد برای قدم‌های بزرگتر.»

## حمایت فعالان سیاسی و مدنی

### واکنش ایرانیان خارج از کشور
۱۱۰ تن از فعالان سیاسی و مدنی در خارج از ایران دوم فروردین ۱۴۰۰ طی یک بیانیه با بر حق دانستن خواسته زندانیان اعتصاب کننده در ایران، از آنها اعلام حمایت کردند.
بخشی از متن بیانیه؛ در آستانه سال ۱۴۰۰ و نخستین روزهای سال نو اعتصاب غذای بیش از سی نفر از زندانیان سیاسی و مدنی در زندان‌های مختلف کشور به منظور حمایت از محرومان وطن، زنگ خطر و هشداری است که باید وجدان بیدار هر انسان آزاده ای را متوجه و متأثر کند.
این زندانیان پیام همدلی خود را با این اعتصاب به گوش ملت ایران و جهانیان رسانده‌اند که در این سالها سفره مردم هر روز کوچکتر شده و بیکاری و نرخ تورم و افزایش قیمت کالاهای اساسی، موجب ازدیاد فقر و بیچارگی مردم گردیده‌است و مسئولیت همه این مشکلات برعهده حاکمانی است که خود را در مقابل هیچ‌کس پاسخگو نمی‌دانند.

### بیانیه ۶۰۰ فعال سیاسی داخل کشور
در سومین و آخرین روز اعتصاب غذا گستردهٔ، ۶۴۶ نفر از فعالان اجتماعی و سیاسی ایران با انتشار بیانیه‌ای به تبعید و آزار زندانیان سیاسی اعتراض و از اعتصاب غذای سه روزه زندانیان نیز حمایت کردند.
از متن بیانیه؛ زندانیان سیاسی زندان‌های اوین، فشافویه، عادل‌آباد و بند زنان اوین با اعتصاب غذای ۳ روزه در روزهای نخستین سال ۱۴۰۰ با مردم سرزمین رنج‌کشیده‌شان اعلام همبستگی، همراهی، و همدلی نموده‌اند. این اعتراض حرکتی مدنی و پیگیرانه برای تحقق حقوق اساسی مردم این مرز و بوم است و نشان از پایداریِ ره‌پویانِ راه آزادی و عدالت دارد و قابل تقدیر و حمایت عموم مردم ایران می‌باشد.

### کارزار حمایتی در فضای مجازی
در دومین روز اعتصاب غذای گسترده زندانیان سیاسی در کشور، شماری از کاربران اول فروردین ماه با هشتگ #اعتصاب_زندانیان از اعتصاب غذای ۳۴ زندانی سیاسی در زندان‌های مختلف ایران حمایت کردند.

### بیانیه ۱۸ زندانیان سیاسی دیگر
در پی اعتصاب غذای زندانیان سیاسی زندان‌های فشافویه، اوین و عادل‌آباد، در همبستگی با رنج‌های مردم و در اعتراض به تبعید زندانیان سیاسی، ۲ فروردین ۱۴۰۰ نیز ۱۸ تن از زندانیان سیاسی زندان رجایی‌شهر با صدور بیانیه‌ای نسبت به تشدید آزار و اذیت زندانیان سیاسی واکنش نشان دادند.
این زندانیان تأکید کرده‌اند اقداماتی از قبیل تبعید گسترده زندانیان سیاسی بیش از آن که حتی ذره‌ای موجب عقب‌نشینی ما در دفاع از حقوق انسانی‌مان بشود، بیانگر ترس و وحشت حکومت از فریاد عدالت‌خواهی ما و نتیجه بن‌بست لاعلاج سیاسی و اقتصادی و اجتماعی است که خود در آن گرفتار آمده‌اند.